# Solidaridad Obrera (periódico)
Solidaridad Obrera es un periódico y órgano de expresión de la Confederación Regional del Trabajo de Catalunya i Balears del sindicato anarquista español CNT-AIT y portavoz de ese sindicato en España. 
El periódico toma el nombre de la organización Solidaridad Obrera que, a principios del siglo XX, en el año 1907, reorganizó el movimiento obrero en España basándose en la estructura anterior de la Federación de Trabajadores de la Región Española (FTRE). Este nombre ha sido utilizado por numerosos órganos de expresión de movimientos anarquistas y sindicalistas revolucionarios de varios países del mundo.
El periódico Solidaridad Obrera nació el 19 de octubre de 1907 en Barcelona (España) como órgano de expresión de la federación Solidaridad Obrera y se ha venido manteniendo, con diversas vicisitudes, dependientes de los momentos históricos que ha vivido España, hasta la actualidad donde se mantiene como vocero de la Confederación Nacional del Trabajo (CNT) con una edición online y otra en papel con una tirada de 5000 ejemplares que se reparten gratuitamente (la gratuidad se estableció en el año 2005).

## Historia

### Orígenes y primeros años

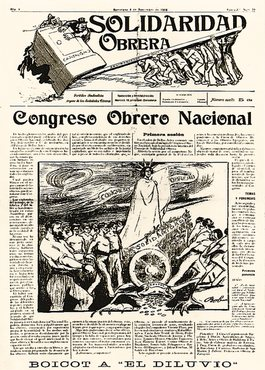
Primera página del ejemplar de Solidaridad Obrera del 4 de noviembre de 1910.

En 1904 con base en la federación de Trabajadores de la Región Española, la FTRE, se crea la Solidaridad Obrera y la Federación local de Barcelona. Poco después, en abril de 1906, se relanza la federación en la asamblea de de Valls que se va extendiendo y creciendo por Cataluña y resto de España los años siguientes. El 19 de octubre de 1907 sale a la calle el órgano de expresión que lleva el mismo nombre que la federación sindical Solidaridad Obrera. Este sería el periódico referente en el sindicalismo anarquista manteniéndose hasta la actualidad. Se estima que la idea de la fundación fue de Anselmo Lorenzo y que este fue el que dirigió el periódico en su primera etapa aun cuando constaba como director Jaime Bisbe. El apoyo económico lo proporcionó Francisco Ferrer. Se tomó como base el órgano portavoz de la sociedad de camareros Despertar Social. En la primera redacción participaron Lorenzo, Moreno, Casasola, Colomé, Grau, Ferrer y Herreros, con Badía en la administración y colaboraban con frecuencia Mella, José Prat y Loredo. Suspendido el 30 de noviembre reapareció el 13 de febrero de 1908.
En 1917, Solidaridad Obrera se encontraba desprestigiado y su edición no llegaba a los 3500 ejemplares. Su línea editorial estaba enfrentada las directrices de los sindicatos cenetistas que los boicoteaban. En ese año entró a la dirección Ángel Pestaña que lo relanzó hasta alcanzar una tirada de 17.000 ejemplares, para ello Pestaña depuró y clarificó su línea editorial e impulsó una campaña contra Bravo Portillo. En 1919 se traslada la redacción a Valencia al no poderse editar en Barcelona. La dirección, esta vez colegiada, recae en este año en Alaiz, Carbó, Juan Gallego Crespo y Viadiu. El equipo de redacción lo formaron Abella, Quílez, Calleja, Amador, Seguí y Caracena. 
En 1923 vuelve a Barcelona pero al año siguiente es prohibido por la dictadura de Primo de Rivera. El 31 de agosto de 1930 se vuelve a editar con ayuda económica de libertarios de Manresa y con maquinaria propia. Se hace cargo de la dirección Juan Peiró y administrado por Masoni, con Foix, Carbó, Magre y Clará en la redacción. En ese tiempo se llega a una tirada media de 26 000 ejemplares. En septiembre de 1931 se decide la nueva dirección después de un enfrentamiento entre treintistas y faístas y recae en Alaiz que pronto cedería el puesto a Corbella. Desde septiembre de 1931 a noviembre de 1932 pasaron por la dirección de Solidaridad Obrera siete directores.

### La República y la Guerra civil
En la Segunda República el periódico sufrió grandes avatares. En enero de 1933, la editorial sufrió varias multas de 10.000 pesetas por incitación a la violencia y varias ediciones fueron retiradas por idénticos motivos.
Después del enfrentamiento entre faístas y treintistas sufrió la persecución de las autoridades que llegaron a suspenderlo durante 104 días, se realizaron muchas "recogidas de edición" y se llegó a sustituir su mancheta por la de solidaridad. Por su estatus de "portavoz de la CNT de Cataluña" se reflejaron en sus páginas todos los actos relevantes que se dieron en ese periodo y fue escenario donde se disputaron muchas batallas ideológicas.
Durante la Guerra civil el periódico llegó a editar 220.000 ejemplares, lo que le convirtió en el periódico de mayor tirada de España. Lo dirigieron en ese difícil periodo Liberto Callejas, Jacinto Toryho y José Viadiu. Hasta su prohibición, pasaron por su redacción muchos militantes de prestigio como Peiró, Ascaso, Viñas, Castellà, Marianet, entre otros. Las instalaciones de «Solidaridad Obrera» fueron incautadas por las Fuerzas franquistas al final de la contienda, y en su lugar, la Dictadura pasó a editar el diario Solidaridad Nacional.

### Decadencia y época posterior
En el periodo de prohibición debido a la dictadura reapareció varias veces clandestinamente. Desde 1945 hasta 1947 se edita mensualmente y luego esporádicamente los años, 1949, 1953 hasta 1957, 1958, 1963, 1965, 1966, 1970, 1971 y 1973. Finalizada la dictadura reaparece en 1976 con una periodicidad semanal (aunque algunas veces mensual) como portavoz de la CNT de Cataluña con altibajos en su calidad. Colaboraron en este periodo de Ferran Aisa, Carballo, Adolfo Castaños, Pep Castells, Miguel Correas, García Cano, Gerard Jacas, Josep Alemany, Montseny, Arturo Parera, Francisco Piqueras, Rella, Ramón Sentís, entre otros. 
En 2005, bajo la dirección de Jordi Expósito se hace gratuito, financiándose con el apoyo económico de la militancia, suscriptores, personas que simpatizan con el periódico y las aportaciones de los sindicatos que conforman la federación. En el año 2007 es el órgano portavoz de la CNT-AIT de España y el de expresión de la CNT de Catalunya i Balears. Su tirada se establece en 5.000 ejemplares y tiene una edición en línea en internet.

## Financiamiento y línea editorial
La financiación del periódico se realiza mediante el apoyo económico de la militancia del sindicato, las suscripciones y las aportaciones que hacen las más de 20 organizaciones sindicales que conforman la Confederación Regional del Trabajo de Catalunya i Balears. 
La línea editorial obedece a la directriz de la Confederación Regional del Trabajo de Catalunya i Balears y suelen participar en él, además de los secretarios de prensa de los sindicatos colaboradores como Joaquín Ortiz, Víctor Bermúdez, Carmen Yeste, Just Casas y Marc Sthele.
En el año 2005, dirige el periódico Jordi Expósito de la Federación Local de Badalona y siendo responsables de la administración Jacinto Núñez y José Mª Sánchez. Su sede fue Badalona, teniéndola históricamente Barcelona y Olot.
Desde abril de 2008 hasta 2010, su sede de Redacción y Administración estuvo en Tarrasa, asumiéndola los militantes Elías D. Molins (Dirección), Xavier Barceló (Subdirección), Sheila Ballesteros (Administración), Eloi Rovira (Redacción), Iván González (Redacción), Jesús Gómez (Redacción) y Lidia Ferraz (Redacción).
En 2010 cogió las riendas de "la Soli" Aitor.P y el local de redacción se trasladó al local de CNT de Cornellá.
Actualmente dirige el periódico Rubén Carrasco y todavía se sigue redactando en Cornellá.
La dilatada trayectoria de la edición hace de este periódico un medio por el que se puede ver, desde el punto de vista del movimiento obrero, la historia de España desde comienzos del siglo XX. Es referente para cualquier estudio o investigación histórica sobre la CNT y las luchas obreras. Los propios inicios del movimiento obrero español, el periodo del pistolerismo, la república, la revolución social, la guerra civil, el largo período de dictadura con la represión y el exilio y la transición tienen su reflejo en las páginas de sus ediciones.

## Directores
Los directores de Solidaridad Obrera en su historia son los siguientes:
- Jaime Bisbe (1907)
- Tomás Herreros
- Andrés Cuadros (accidentalmente en 1910)
- Joaquín Bueso (1910)
- Andrés Cuadros (1911)
- Manuel Andreu (1915)
- Borovio (1916)
- Ángel Pestaña (1917)
- Alaiz, Carbó, Juan Gallego Crespo y Viadiu (1919)
- Hermoso Plaja (1923)
- Liberto Callejas (1924)

Segunda república y Guerra Civil
- Juan Peiró (1930)
- Felipe Alaiz (1931)
- Corbella (1932)
- Villar
- Liberto Callejas (1936)
- Jacinto Toryho (1937)
- José Viadiu (1939)

Durante la dictadura de Franco
- Rufat (1944-45)
- Mariano Casasús
- Fontaura
- Aiguaviva

Periodo democrático
- Barnills (1978)
- Severino Campos (1979)
- Ramón Liarte (1981)
- Carmen Díaz (1988)
- Posa (1984)
- Edo (1985)
- Alemany, Josep
- Alberto Sabadell
- Adrià Sotés
- Nuria Galdón (1995)
- Josep-Suno Navarro (1997)
- David Becerra (2000)
- Marc Sthele (2004)
- Jordi Expósito (2007)
- Elías D. Molins (2008)
- Aitor P. (2010)
- Rubén Carrasco (2012)

## Periódicos homónimos
En Argentina la Federación Anarco Comunista Argentina (FACA), editó un periódico homónimo a partir de 1941. Sus directores fueron Juan Corral y Laureano Riera. Fue clausurado durante el primer gobierno de Juan Domingo Perón.
La CNT desconfederada (más conocida como CNT-Joaquín Costa) también tiene un periódico con el mismo nombre.